# 879年
| 千纪： | 1千纪                                                                                           |
| 世纪： | 8世纪 \| 9世纪 \| 10世纪                                                                        |
| 年代： | 840年代 \| 850年代 \| 860年代 \| 870年代 \| 880年代 \| 890年代 \| 900年代                       |
| 年份： | 874年 \| 875年 \| 876年 \| 877年 \| 878年 \| 879年 \| 880年 \| 881年 \| 882年 \| 883年 \| 884年 |
| 纪年： | 己亥年（猪年）；唐乾符六年；南诏贞明承智大同三年；黄巢王霸二年；日本元慶三年                    |

## 大事记
- 七月，黃巢進犯臨安，被錢鏐遏制。
- 黃巢攻陷廣州，對外國商人展開大屠殺。
- 佛兰德的鐵臂博杜安去世，维京人在根特登陆并过冬，而后把佛兰德多数地区劫掠一空。
- 留里克將諾夫哥羅德大公之位傳給沒有血緣關係的奧列格。

## 出生
- 查理三世——糊塗查理，加洛林王朝的西法蘭克國王。（929年逝世，50岁）
- 10月19日 - 述律平，小字月里朵，遼太祖耶律阿保機皇后。

## 逝世
- 4月10日——路易二世，加洛林王朝的西法蘭克國王，綽號「口吃者」。（846年出生，33岁）
- 留里克，羅斯的瓦良格首領，留里克王朝的開國元勛。